# Витків (Люблінське воєводство)
Витків (пол. Witków) — село в Польщі, у гміні Долобичів Грубешівського повіту Люблінського воєводства. Населення — 342 особи (2011).

## Історія

Знищення православної церкви у Виткові польською владою, біля 1938 року

1531 року вперше згадується православна церква в селі.
За даними етнографічної експедиції 1869—1870 років під керівництвом Павла Чубинського, у селі здебільшого проживали греко-католики, усе населення розмовляло українською мовою.
20 квітня 1938 року польська влада в рамках великої акції руйнування українських храмів на Холмщині і Підляшші знищила місцеву православну церкву.
20 березня 1944 року польські шовіністи вбили в селі 14 українців. У серпні 1944 року місцеві мешканці безуспішно зверталися до голови уряду УРСР Микити Хрущова з проханням включити село до складу УРСР, звернення підписало 108 осіб.
16-20 червня 1947 року під час операції «Вісла» польська армія виселила зі села на приєднані до Польщі північно-західні терени 94 українців. У селі залишилося 116 поляків.
У 1975—1998 роках село належало до Замойського воєводства.

## Населення
Демографічна структура станом на 31 березня 2011 року:
|          | Загалом | Допрацездатний вік | Працездатний вік | Постпрацездатний вік |
| -------- | ------- | ------------------ | ---------------- | -------------------- |
| Чоловіки | 157     | 23                 | 107              | 27                   |
| Жінки    | 185     | 26                 | 98               | 61                   |
| Разом    | 342     | 49                 | 205              | 88                   |